# Пустелі і склерофітні чагарники

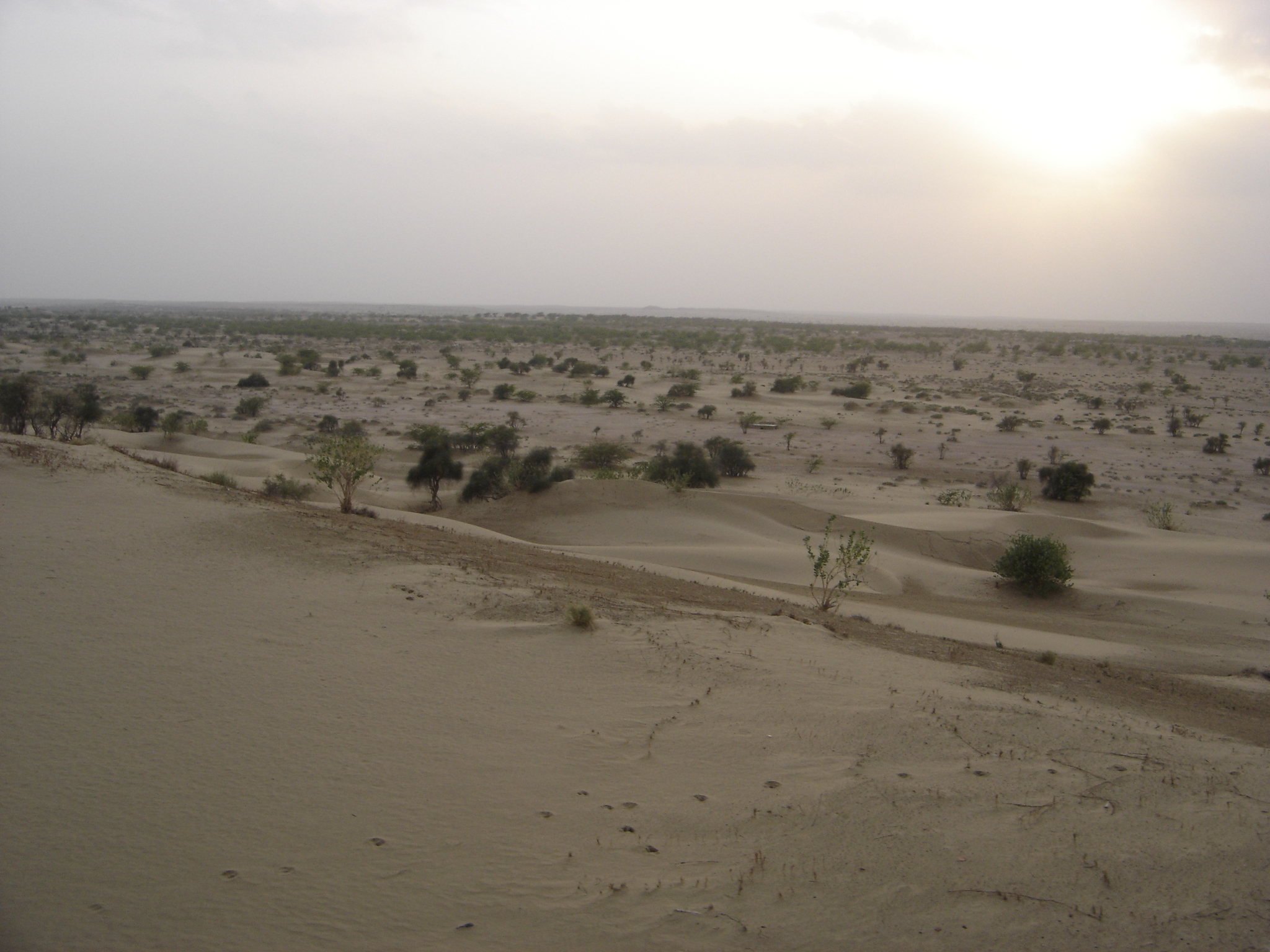
Пустеля Тар, Індія

Територія, зайнята біомом

Пустелі і склерофітні чагарники (англ. Deserts and xeric shrublands) — один з 14 біомів за класифікацією Всесвітнього фонду природи.

## Характеристики
Площа: 27.9 млн. км2 (19,1%); широти: від 35° пд.ш. до 50° пн.ш.; ґрунти бідні; опадів мало або взагалі відсутні; клімат напівпосушливий і пустельний, ранкова роса найчастіше є єдиним джерелом води для живих організмів; перепад температур між температурою вдень і вночі великий; характерні тварини: деякі великі ссавці, гризуни нічного ритму життя, нічні птахи, багато комах; рослинність рідкісна.